# Tyrannochthonius laevis
Tyrannochthonius laevis är en spindeldjursart som beskrevs av Beier 1966. Tyrannochthonius laevis ingår i släktet Tyrannochthonius och familjen käkklokrypare. Inga underarter finns listade i Catalogue of Life.